# Aussenstation
Aussenstation (del alemán Außenstation, literalmente, estación exterior) fue un proyecto de estación espacial ideado por Heinz-Hermann Koelle y presentado en septiembre de 1951 (antes del comienzo de la era espacial) durante el segundo congreso anual de la Federación Internacional de Astronáutica como parte de un artículo titulado Der Einfluss der Konstruktiven Gestaltung der Aussenstation auf die Gesamtkosten des Projektes (La influencia de la disposición del satélite en el coste total del proyecto).
La Aussenstation consistía en una gran estructura circular consistente en 36 esferas unidas a un nodo común y separadas 5 metros entre sí. La estación rotaría para obtener gravedad artificial y cada esfera sería un módulo funcional en sí mismo, con lo que la estación sería operativa aún antes de estar finalizada y podría ser ampliada fácilmente. Estaría ocupada por una tripulación de entre 50 y 65 personas. El coste estimado para su construcción sería de 418 millones de dólares, y su operación durante seis meses tendría un costo de 620 millones. Habría sido usada para realizar investigaciones científicas de la atmósfera superior de la Tierra, observaciones meteorológicas, investigación astrofísica y realizar investigaciones químicas y sobre el cuerpo humano en ingravidez. También habría servido como enlace de comunicaciones y navegación con la superficie y como plataforma para lanzar misiones hacia otros cuerpos o al espacio profundo.
El proyecto fue la aproximación más realista hasta entonces para abordar los problemas de diseño y construcción de una estación espacial, afrontando los problemas de la limitada carga que un cohete puede llevar al espacio, el montaje en órbita, las limitaciones de una tripulación en órbita y los factores económicos, entre otros, que afectan al crecimiento de una estación.